# Alexander Wladimirowitsch Jerjomenko
Alexander Wladimirowitsch Jerjomenko (russisch Александр Владимирович Ерёменко; * 10. April 1980 in Moskau) ist ein russischer Eishockeytorwart, der seit Mai 2011 beim OHK Dynamo respektive HK Dynamo Moskau in der Kontinentalen Hockey-Liga unter Vertrag steht.

## Karriere

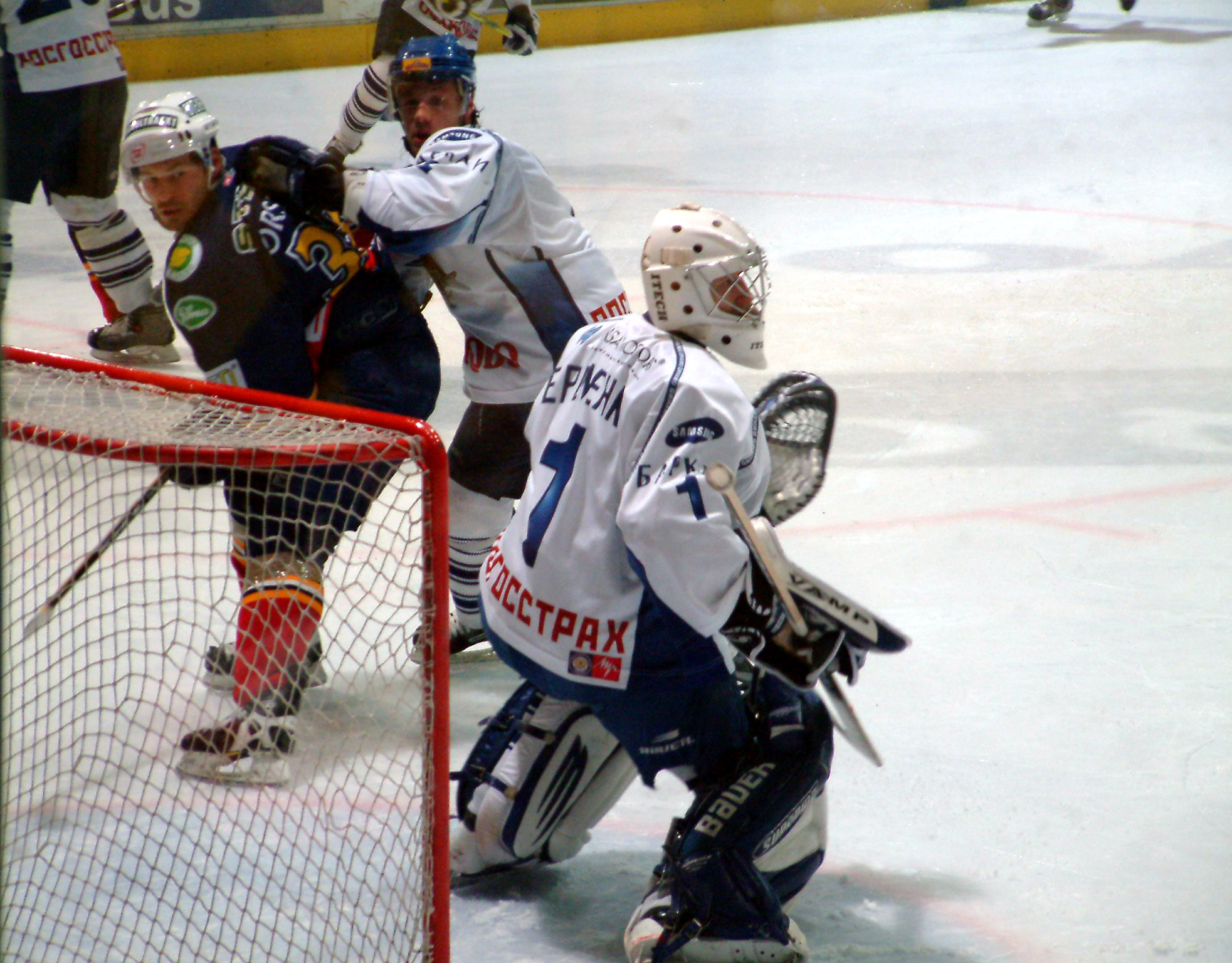
Alexander Jerjomenko im Tor des HK Dynamo Moskau beim IIHF Continental Cup 2004/05

Alexander Jerjomenko begann seine Karriere 1999 bei THK Twer. Von 2001 bis 2005 spielte er mit zwei Unterbrechungen für den HK Dynamo Moskau in der Superliga. In der Saison 2001/02 ging er für HK Metschel Tscheljabinsk aufs Eis, zudem absolvierte er elf Spiele für Amur Chabarowsk in der Saison 2003/04. Am Ende der Spielzeit 2004/05 wurde er mit Dynamo Moskau Russischer Meister, bevor er vom Ak Bars Kasan für zwei Spielzeiten verpflichtet wurde. Bei Salawat Julajew Ufa stand Jerjomenko von 2007 bis 2011 unter Vertrag. Mit dem Verein gewann er in der Saison 2007/08 die russische Meisterschaft und in der Spielzeit 2010/11 mit der Meisterschaft der Kontinentalen Hockey-Liga auch den Gagarin-Pokal.
Im Mai 2011 wurde der Torwart vom OHK Dynamo verpflichtet und gewann mit diesem respektive dem Nachfolgeclub HK Dynamo Moskau 2012 und 2013 erneut den Gagarin-Pokal. Zudem erhielt er in beiden Spieljahren mehrere persönliche Auszeichnungen und wurde jeweils in das All-Star-Team der Liga gewählt.

### International
Jerjomenko spielte mit der russischen Nationalmannschaft bei den Weltmeisterschaften 2005, 2007, 2008, 2009 und 2010. 2008 und 2009 wurde er mit der russischen Auswahl Weltmeister. Zudem gehört er seit 2005 regelmäßig dem Kader der Nationalmannschaft bei den Turnieren der Euro Hockey Tour an, die das Team seit 2006 regelmäßig gewann.

## Erfolge und Auszeichnungen
| - 2005 Russischer Meister mit dem HK Dynamo Moskau - 2006 Russischer Meister mit Ak Bars Kasan - 2007 IIHF-European-Champions-Cup-Gewinn mit Ak Bars Kasan - 2008 Russischer Meister mit Salawat Julajew Ufa - 2008 KHL-Torwart des Monats September - 2009 Bester Gegentorschnitt der Champions Hockey League - 2009 Beste Fangquote der Champions Hockey League - 2009 KHL All-Star Game - 2011 Gagarin-Pokal-Gewinn mit Salawat Julajew Ufa - 2012 KHL-Torwart des Monats Februar - 2012 Gagarin-Pokal-Gewinn mit dem OHK Dynamo - 2012 Bester Torwart der KHL | - 2012 All-Star-Team der KHL - 2012 KHL-Torwart des Monats Oktober - 2013 Gagarin-Pokal-Gewinn mit dem HK Dynamo Moskau - 2013 Wertvollster Spieler der KHL-Play-offs - 2013 Bester Torwart der KHL - 2013 All-Star-Team der KHL - 2016 KHL-Torwart des Monats Februar - 2016 KHL-Torwart des Monats Dezember - 2017 KHL-Torwart des Monats Januar - 2017 KHL-Torwart des Monats Februar - 2020 KHL-Torwart des Monats Dezember |

### International
| - 2005 Bronzemedaille bei der Weltmeisterschaft - 2007 Bronzemedaille bei der Weltmeisterschaft - 2007 Bester Gegentorschnitt der Weltmeisterschaft - 2007 Beste Fangquote der Weltmeisterschaft | - 2008 Goldmedaille bei der Weltmeisterschaft - 2009 Goldmedaille bei der Weltmeisterschaft - 2010 Silbermedaille bei der Weltmeisterschaft |

## Karrierestatistik
(Legende zur Torhüterstatistik: GP oder Sp = Spiele insgesamt; W oder S = Siege; L oder N = Niederlagen; T oder U oder OT = Unentschieden oder Overtime- bzw. Shootout-Niederlage; Min. = Minuten; SOG oder SaT = Schüsse aufs Tor; GA oder GT = Gegentore; SO = Shutouts; GAA oder GTS = Gegentorschnitt; Sv% oder SVS% = Fangquote; EN = Empty Net Goal; 1 Play-downs/Relegation; Kursiv: Statistik nicht vollständig)